# Supercopa Diez
La Supercopa Diez fue una competición de fútbol de Honduras de carácter amistoso, organizada por el diario deportivo Diez. Enfrentó al campeón de la Liga Nacional contra el ganador de la Liga de Ascenso.
Se disputaron solo 3 ediciones entre los años 2014 y 2016, el equipo Honduras Progreso se coronó dos veces mientras Olimpia lo hizo en una ocasión.

## Sistema de competencia
La Supercopa Diez se disputó a un enfrentamiento entre los equipos campeones de la primera y segunda categoría del fútbol de Honduras, la Liga Nacional de Fútbol de Honduras y la Liga de Ascenso de Honduras respectivamente.
El equipo que lograba la mayor diferencia de goles en el encuentro se proclamaba campeón del torneo. En caso de que existiese un empate se recurriría a los alargues, cada uno de 15 minutos. Si el empate persistía, el campeón se definía mediante los tiros desde el punto penalti.

## Historial
| Edición | Campeón               | Resultado     | Subcampeón            | Estadio                     | Notas                                   |
| ------- | --------------------- | ------------- | --------------------- | --------------------------- | --------------------------------------- |
| A. 2013 | (A) Honduras Progreso | 2-1           | (N) Real España       | Estadio Humberto Micheletti | Se disputó hasta el 4 de enero de 2014  |
| C. 2014 | (N) Olimpia           | 1-1 (4-2 p.)  | (A) Honduras Progreso | Estadio Humberto Micheletti |                                         |
| A. 2014 | No se disputó         | No se disputó | No se disputó         | No se disputó               | No se disputó                           |
| C. 2015 | No se disputó         | No se disputó | No se disputó         | No se disputó               | No se disputó                           |
| A. 2015 | (N) Honduras Progreso | 2-1           | (A) Social Sol        | Estadio San Jorge           | Se disputó hasta el 30 de abril de 2016 |

Leyenda: (N)= Accede como campeón de la Liga Nacional; (A)= Accede como campeón de la Liga de Ascenso.

## Palmarés
| # | Equipo            | Títulos | Subtítulos | Años campeón     |
| - | ----------------- | ------- | ---------- | ---------------- |
| 1 | Honduras Progreso | 2       | 1          | A. 2013, A. 2015 |
| 2 | Olimpia           | 1       | -          | C. 2014          |
| 3 | Real España       | -       | 1          | -                |
| 4 | Social Sol        | -       | 1          | -                |